# Chetoptilia plumicornis
Chetoptilia plumicornis là một loài ruồi trong họ Tachinidae.